# Emil Velić
Emil Velić, slovenski nogometaš, * 6. februar 1995, Ljubljana.
Velić je profesionalni nogometaš, ki igra na položaju vratarja. Od leta 2021 je član slovenskega kluba Radomlje. Ped tem je branil za belgijski Sint-Truiden, bosansko-hercegovski Mladost Doboj Kakanj in grški Xanthi. Skupno je v prvi slovenski ligi odigral več kot 35 tekem. Leta 2016 je odigral eno tekmo za slovensko reprezentanco do 21 let.